# Randezvous Evaluation Pod
Randezvous Evaluation Pod – amerykańskie sztuczny satelita technologiczny wyniesiony razem ze statkiem załogowym Gemini 5, w ramach programu Gemini. Satelita odłączył się od kapsuły Gemini 5 i miał być celem do którego miała się ona powtórnie zbliżyć. Z powodu awarii ogniw paliwowych na pokładzie Gemini 5, do spotkania na orbicie nie doszło. Celem misji miało być doskonalenie technik umożliwiających bezpieczne zbliżanie się do siebie satelitów na orbicie okołoziemskiej.